# Новый Турдеевск
Новый Турдеевск — посёлок в Архангельской области в составе муниципального образования «Город Архангельск». В рамках административно-территориального деления подчинён Исакогорскому территориальному округу Архангельска.

## География
Новый Турдеевск находится в 2 км к югу от Архангельска, на берегу реки Северная Двина.

### Часовой пояс
Поселок Новый Турдеевск, как и вся Архангельская область, находится в часовой зоне МСК (московское время). Смещение применяемого времени относительно UTC составляет +3:00.

## Население
| 2002 | 2010 |
| ---- | ---- |
| 0    | →0   |

Население — 0 человек (2010).

## Инфраструктура
отсутствует

### Карты
- Талаги. Публичная кадастровая карта